# Aka Manto
Aka Manto (赤マント - Capa Vermelha) é uma lenda urbana japonesa sobre um espírito malicioso que mata as pessoas em banheiros públicos e de escolas, pedindo às pessoas se elas querem um papel vermelho ou azul. Em algumas versões, ele pergunta à pessoa se ela quer uma capa vermelha ou azul. Muitas vezes descrito como um homem bonito na vida e perseguido constantemente por seus admiradores, ele supostamente usa uma máscara para esconder o rosto das pessoas.

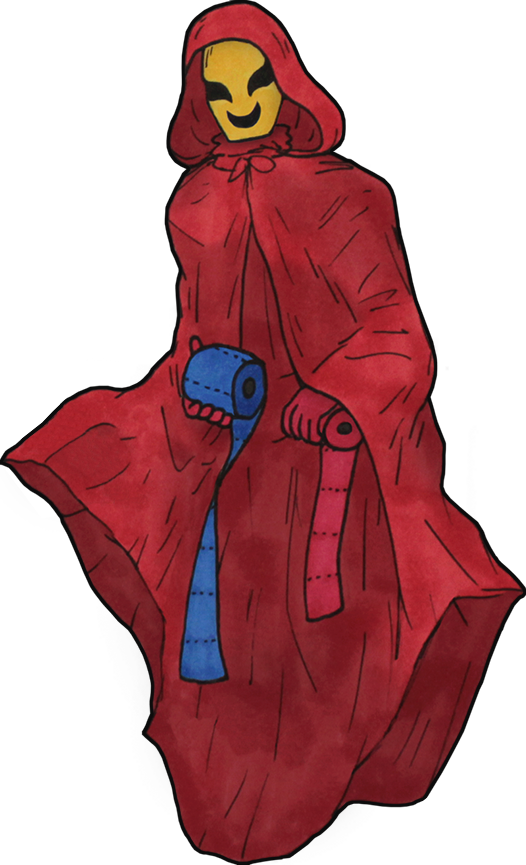
Representação artística de Aka Manto

## A lenda
Se a pessoa estiver na sanita (por norma, na última cabine da casa de banho), uma voz misteriosa perguntando se quer um papel vermelho ou azul. Caso escolham vermelho, serão cortados aos pedaços até que as suas roupas estejam tingidas de vermelho. Caso escolham azul, serão estrangulados até que a sua cara fique azul. 
Caso a pessoa diga uma outra cor, com o objetivo de enganar Aka Manto, será arrastada para o submundo. Se a pessoa recusar receber qualquer tipo de papel, Aka Manto partirá.

## Versões alternativas
Aka Manto é por vezes referido como Aoi Manto (Capa Azul).
Por vezes, a voz perguntará se querem uma capa, ao invés de um papel. Se concordam com vermelho, a pele das suas costas é arrancada, de modo a ficar semelhante a uma capa vermelha. Se pedirem azul, todo o seu sangue será drenado do seu corpo.
Uma versão popular da história altera a escolha entre papéis, para uma entre coletes.
Uma outra versão da história diz que, caso peçam a capa amarela, eles vão ter a sua cabeça forçada na sanita que estão a usar, mas sobreviverão.

## Na ficção
- O Aka Manto aparece num episódio da série de Histórias de Fantasmas(学校の怪談) e Ghost Hunt.
- Aparece na série de jogos Shin Megami Tensei: Devil Children.
- Aka Manto aparece como "A" em Hell Teacher, Nūbē, volume 4, capítulo 24.
- Aka Manto é parte do elenco de Haunted Junction.
- Aka Manto também é mencionado no episódio onze do anime Little Busters!.
- No episódio 6, de Kanamemo, Nakamichi Kana, enquanto entra em pânico no banheiro, grita repetidamente "um rolo de papel azul, um rolo de papel vermelho, um rolo de papel amarelo."
- A lenda de Aka Manto é transposta para um ambiente moderno na curta-metragem de terror "Arrêt Pipi" (2015), de Maarten Groen e Nils Vleugels.[1]
- Uma versão desta lenda é contada no episódio nove, na série de comédia e horror, da Fox, Scream Queens.
- O Aka Manto é referenciado no capítulo 99 da Gugure! Kokkuri san mangá.
- Aka Manto aparece na Urban Legend in Limbo , como Toyosatomimi na Lenda Urbana de Miko.
- Aka Manto é o tema principal de um jogo eletrônico criado pelo grupo Chilla's Art: Aka Manto | 赤マント.
- Aka Manto aparece como chefão de um dos casos de World of Horror